# Masterplan (Band)
Masterplan ist eine deutsche Power-Metal-Band, die 2002 von Uli Kusch und Roland Grapow gegründet wurde.

## Geschichte
Bis zum Herbst 2001 waren Gitarrist Roland Grapow und Schlagzeuger Uli Kusch Musiker in der deutschen Power-Metal-Band Helloween. Im Jahr 2002 gründeten sie die Band Masterplan, welcher der Bassist Jan S. Eckert (Iron Savior), der Keyboarder Axel Mackenroth sowie der norwegische Sänger Jørn Lande (Millennium, Ark, Company of Snakes, Beyond Twilight) beitraten.
Nachdem sie in dieser Besetzung einen Plattenvertrag bei AFM Records/Painful Lust unterzeichnet hatten, erschien 2003 das von Journalisten gelobte Debütalbum Masterplan. Es folgte eine Tour mit der schwedischen Power-Metal-Band Hammerfall. 2004 erschien die EP Back for My Life, 2005 das zweite Album Aeronautics, das wiederum positive Kritiken erhielt.
Im Mai 2006 trennte sich Jørn Lande aufgrund musikalischer Differenzen von der Band. Als Nachfolger wurde der ehemalige Riot-Sänger Mike DiMeo bekanntgegeben. Im Dezember des Jahres 2006 stieß Mike Terrana als neuer Schlagzeuger zur Band; er war zuvor bei Rage verpflichtet und hatte zeitweise in der Band von Yngwie Malmsteen gespielt.
Am 26. Januar 2007 erschien eine Single mit dem Titel Lost and Gone, das Album Mk II folgte am 23. Februar 2007.
Im Dezember 2008 verließ Mike DiMeo die Band und im April 2009 wurde bekanntgegeben, dass Jørn Lande als Sänger zurückkehrt.
Am 8. November 2012 wurde auf der Webpräsenz ein neues Line-Up verkündet. Sänger Rick Altzi (Thunderstone, At Vance), Jari Kainulainen (ex-Stratovarius, Evergrey) am Bass und Schlagzeuger Martin Marthus Škaroupka (Cradle of Filth) verstärken nunmehr Masterplan.
Am 30. Juni 2017 wurde das Album PumpKings veröffentlicht, das ausschließlich aus Neuaufnahmen von Helloween-Songs aus der Grapow-Ära besteht.

## Diskografie

### Studioalben
| Jahr | Titel           | Höchstplatzierung, Gesamtwochen, AuszeichnungChartplatzierungen (Jahr, Titel, Platzierungen, Wochen, Auszeichnungen, Anmerkungen) | Höchstplatzierung, Gesamtwochen, AuszeichnungChartplatzierungen (Jahr, Titel, Platzierungen, Wochen, Auszeichnungen, Anmerkungen) | Höchstplatzierung, Gesamtwochen, AuszeichnungChartplatzierungen (Jahr, Titel, Platzierungen, Wochen, Auszeichnungen, Anmerkungen) | Anmerkungen                        |
| Jahr | Titel           | DE | AT | CH | Anmerkungen                        |
| ---- | --------------- | --- | --- | --- | ---------------------------------- |
| 2003 | Masterplan      | DE42 (2 Wo.)DE | — | — | Erstveröffentlichung: Januar 2003  |
| 2005 | Aeronautics     | DE39 (2 Wo.)DE | — | — | Erstveröffentlichung: Januar 2005  |
| 2007 | MK II           | DE41 (1 Wo.)DE | — | CH89 (1 Wo.)CH | Erstveröffentlichung: Februar 2007 |
| 2010 | Time To Be King | DE31 (2 Wo.)DE | — | CH45 (1 Wo.)CH | Erstveröffentlichung: Mai 2010     |
| 2013 | Novum initium   | DE55 (1 Wo.)DE | — | CH67 (1 Wo.)CH | Erstveröffentlichung: Juni 2013    |
| 2017 | Pumpkings       | — | — | CH77 (1 Wo.)CH | Erstveröffentlichung: Juli 2017    |

Weitere Veröffentlichungen
- 2004: Back for My Life (EP)
- 2007: Lost and Gone (EP)
- 2015: Keep Your Dream aLive

### Singles (Charterfolge)
| Jahr | Titel Album         | Höchstplatzierung, Gesamtwochen, AuszeichnungChartplatzierungen (Jahr, Titel, Album, Platzierungen, Wochen, Auszeichnungen, Anmerkungen) | Höchstplatzierung, Gesamtwochen, AuszeichnungChartplatzierungen (Jahr, Titel, Album, Platzierungen, Wochen, Auszeichnungen, Anmerkungen) | Höchstplatzierung, Gesamtwochen, AuszeichnungChartplatzierungen (Jahr, Titel, Album, Platzierungen, Wochen, Auszeichnungen, Anmerkungen) | Anmerkungen                       |
| Jahr | Titel Album         | DE | AT | CH | Anmerkungen                       |
| ---- | ------------------- | --- | --- | --- | --------------------------------- |
| 2007 | Lost And Gone MK II | DE94 (1 Wo.)DE | — | — | Erstveröffentlichung: Januar 2007 |